# Муке, Милтон
Милтон Муке (англ. Milton Muke; род. 10 июня 1951) — замбийский футболист, защитник. Участник летних Олимпийских игр 1980 года, бронзовый призёр Кубка африканских наций 1982 года.

## Биография
Милтон Муке родился 10 июня 1951 года.
Играл в футбол на позиции защитника. В 1973—1974 годах выступал за «Замбийскую армию» из Лусаки. В 1975—1983 годах играл за «Грин Баффалоз» из Лусаки. В их составе четырежды становился чемпионом Замбии (1975, 1977, 1979, 1981).
В 1980—1982 годах провёл 8 матчей за сборную Замбии, мячей не забивал.
В 1980 году вошёл в состав сборной Замбии по футболу на летних Олимпийских играх в Москве, поделившей 13-16-е места. Играл на позиции защитника, провёл 3 матча, мячей не забивал.
В 1982 году завоевал бронзу Кубка африканских наций в Ливии. Провёл 5 матчей, мячей не забивал.

## Достижения

### Командные
«Грин Буффалос»
- Чемпион Замбии (4): 1975, 1977, 1979, 1981.

Сборная Замбии
- Бронзовый призёр Кубка африканских наций (1): 1982.